# Gleaston Castle
Gleaston Castle är ett slott i Storbritannien.   Det ligger i grevskapet Cumbria och riksdelen England, i den centrala delen av landet, 400 km nordväst om huvudstaden London. Gleaston Castle ligger 26 meter över havet.
Terrängen runt Gleaston Castle är huvudsakligen platt, men norrut är den kuperad. Havet är nära Gleaston Castle åt sydost.  Närmaste större samhälle är Morecambe, 19,0 km öster om Gleaston Castle. 